# Rick Davies
Richard Davies (Swindon, Wiltshire, Inglaterra, 22 de julio de 1944), más conocido como Rick Davies, es un músico y compositor británico, fundador junto con Roger Hodgson de la banda de rock progresivo Supertramp. Es el único miembro de Supertramp presente en el grupo durante toda su historia, y compuso la mayor parte del catálogo musical del grupo con canciones como «Crime Of The Century», «Goodbye Stranger», «Bloody Well Right», «My Kind of Lady», "From Now On", «Cannonball» y la épica "Brother Where You Bound", entre otras, caracterizadas en su mayoría por una mayor influencia de géneros como el R&B, el rock progresivo y el blues.
Desde la publicación en 1971 del álbum Indelibly Stamped, Davies compartió la voz y la composición en Supertramp con Roger Hodgson. Con su marcha en 1983, Davies se convirtió en líder de facto y publicó varios trabajos de estudios —Brother Where You Bound (1985), Free as a Bird (1987), Some Things Never Change (1997) y Slow Motion (2002)— entre largos intervalos de inactividad. En contraste con la voz tenor de Hodgson, Davies tiene una voz barítona áspera y cercana al rango del blues, aunque también es capaz de cantar en falsete. 

## Biografía

### Primeros años y orígenes musicales (1944-1969)
Hijo de Betty y Dick Davies, Richard Davies nació en Swindon, Wiltshire, el 22 de julio de 1944. En su infancia, Davies acudió a la Sanford Street School, donde según su madre, «la música era lo único en lo que era bueno».
Su primer contacto con la música tuvo lugar a los ocho años, cuando sus padres le regalaron una gramola de segunda mano con varios discos de su anterior dueño, entre los cuales figuraba «Drummin' Man» de Gene Krupa, que según comentó el propio Davies, «me golpeó como un rayo. Debí de escucharlo más de 2 000 veces». Un amigo de la familia regaló a Davies una batería improvisada con latas de galletas, y a los 12 años se unió como tamborilero a la British Railways Staff Association Brass & Silver Jubilee Band. En una entrevista concedida en 2002, Davies comentó: «Cuando era pequeño, solía escuchar la marcha de los tambores por la calle en Inglaterra, en mi ciudad natal, cuando había algún tipo de desfile, y era el sonido más fantástico para mí. Luego tuve alguna batería y tomé algunas clases. Pensé que si podía hacer eso -ser un batería de verdad, leer música y tocar con grandes bandas, bandas de rock, clásicas, latinas, y saber lo que estaba haciendo- tendría buena demanda y mi vida estaría solucionada. Con el tiempo empecé a juguetear con los teclados, y me pareció ir mucho mejor que con la batería, por alguna razón». Davies fue autodidacta a la hora de tocar el piano, y según su madre Betty, «aprendió por sí mismo la mayoría de lo que sabe de música».
A partir de 1959, Davies se sintió atraído por el rock and roll y se unió a una banda llamada Vince and the Vigilantes. En 1962, mientras estudiaba en el departamento de arte del Swindon College, formó su propia banda, llamada Rick's Blues, en la que tocaba un piano eléctrico Hohner, dejando de lado la batería. El grupo incluyó a Gilbert O'Sullivan en la batería, quien años después fue padrino en la boda de Davies. Según declaró O'Sullivan en 1972: «Rick me enseñó cómo tocar la batería y el piano. De hecho, me enseñó todo sobre música». Cuando su padre enfermó, Davies disolvió el grupo, abandonó la escuela y comenzó a trabajar como soldador en Square D, una empresa de fabricación de productos industriales y sistemas de control, con una fábrica en Swindon.
En 1966, Davies se convirtió en el organista del grupo The Lonely Ones, más tarde conocidos como The Joint, con quien grabó varias bandas sonoras de películas alemanas. Davies confesó a posteriori que mintió sobre sus habilidades para entrar en el grupo, admitiendo que no sabía tocar el órgano. Mientras The Joint estaba en Múnich, Davies conoció a Stanley August Miesegaes, un millonario holandés que ofreció a Davies financiar un nuevo proyecto musical.

### La «época dorada» de Supertramp (1970-1983)

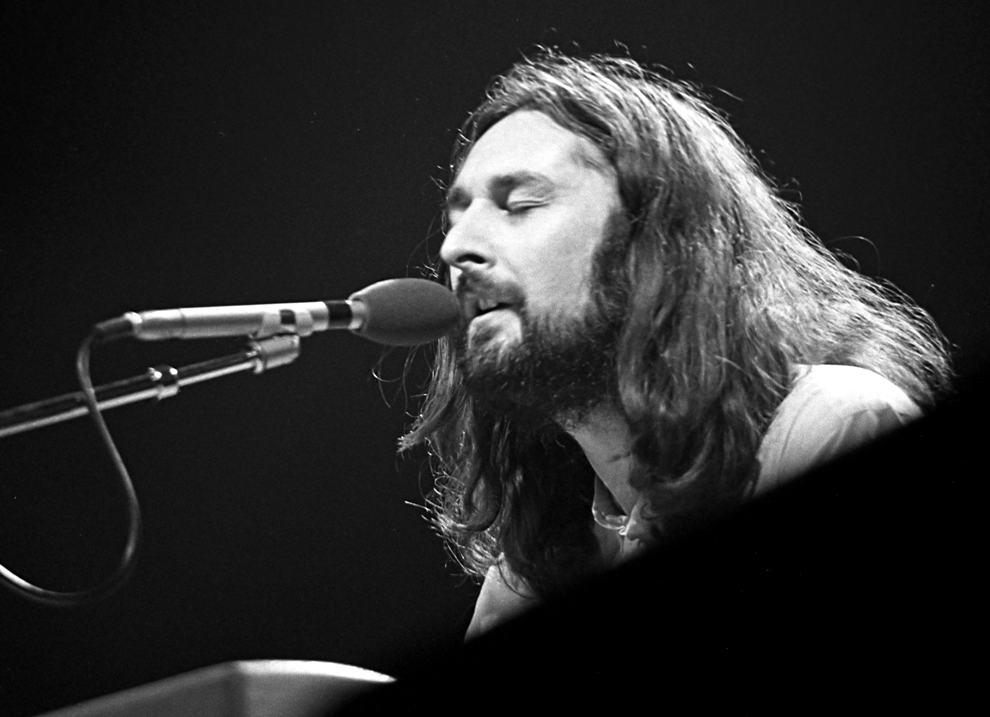
Rick Davies, 1979.

Davies decidió formar un nuevo grupo y volvió a Inglaterra para publicar un anuncio en el periódico musical Melody Maker, ofreciendo una verdadera oportunidad. Roger Hodgson acudió a la prueba y entabló una relación inmediata con Davies, con quien formó el grupo Daddy, rebautizado como Supertramp en enero de 1970. Supertramp se convirtió en uno de los primeros grupos en ser contratados por el recién creado sello discográfico A&M Records, y en verano de 1970 publicaron su primer álbum, Supertramp y participaron en el Festival de la Isla de Wight. 
Con la marcha del guitarrista Richard Palmer-James y del batería Robert Millar, Supertramp publicó su segundo álbum, Indelibly Stamped, pero las malas ventas llevaron al resto del grupo a abandonar, con la excepción de Davies y Hodgson. El éxito comercial y de crítica tuvo lugar con la publicación en 1974 de Crime of the Century, que alcanzó el cuarto puesto en las listas de éxitos británicas y abrió al grupo sus puertas al mercado estadounidense. Así, en 1977 los miembros de Supertramp establecieron su residencia en Estados Unidos y publicaron varios álbumes con ventas crecientes como Crisis? What Crisis? e Even in the Quietest Moments. En 1979, Supertramp publicó el álbum Breakfast in America, que vendió hasta la fecha más de 20 millones de copias y alcanzó el primer puesto en la lista Billboard 200.
La formación clásica de Supertramp se mantuvo constante hasta la marcha de Hodgson en 1983. Con el paso de los años, la relación de amistad entre Davies y Hodgson se fue distanciando a medida que sus inclinaciones musicales y sus estilos de vida coincidían cada vez menos. El distanciamiento geográfico de Hodgson con el resto del grupo al trasladar su residencia al norte de California, la dificultad por conciliar las ideas musicales de ambos en el álbum ...Famous Last Words... y la entrada de la mujer de Rick, Sue Davies, como representante de Supertramp, fueron varios aspectos que llevaron a la salida final de Hodgson del grupo.

### DeBrother Where You BoundaSlow Motion(1983-2010)
Tras la marcha de Roger Hodgson en 1983, Davies tomó el liderazgo del grupo, publicando nuevos trabajos de estudio de forma más esporádica y con largos periodos de inactividad, y orientando el sonido del grupo hacia el blues y el R&B. En 1985, publicó Brother Where You Bound, un álbum con una marcada crítica de la Guerra Fría y con una pieza central homónima de dieciséis minutos que contó con la colaboración del guitarrista de Pink Floyd David Gilmour. El sencillo «Cannonball» alcanzó el puesto veintiocho en la lista Billboard Hot 100.
Dos años después, publicó Free as a Bird, un álbum marcado por un cambio distintivo en el sonido de Supertramp al incorporar elementos pop y dance en detrimento del rock progresivo de anteriores trabajos. Al respecto, Davies comentó que «Free as a Bird fue un experimento para tratar de ser moderno y construirlo con ordenadores y máquinas de ritmo, y que la gente viniese de uno en uno, lo cual te hacía perder el espíritu de grupo un poco».
A pesar de que el sencillo «I'm Beggin' You» alcanzó el primer puesto en la lista Dance/Club Play Songs, Free As A Bird obtuvo un escaso éxito comercial, y tras la gira de promoción del álbum en 1988, Davies decidió que el grupo tomase un descanso. La gira se saldó con la marcha del bajista Dougie Thomson, quien, en referencia a la incorporación de temas de Hodgson en la gira, dijo que «no era ético interpretar canciones de Hodgson en los conciertos», alegando la ruptura de un pacto verbal entre Davies y Hodgson según el cual el primero podía seguir utilizando el nombre del grupo a cambio de no interpretar las canciones del segundo.
En 1993, Davies y Hodgson volvieron a tocar juntos por primera vez en diez años en un homenaje a Jerry Moss, cofundador de A&M Records, en el Beverly Hills Hilton, donde tocaron «The Logical Song» y «Goodbye Stranger». Tras el evento, ambos colaboraron juntos durante seis meses en los cuales ensayaron canciones como «You Win I Lose» y «And the Light», composiciones antiguas de Davies. Sin embargo, el encuentro no fructificó y ambos siguieron caminos por separado.

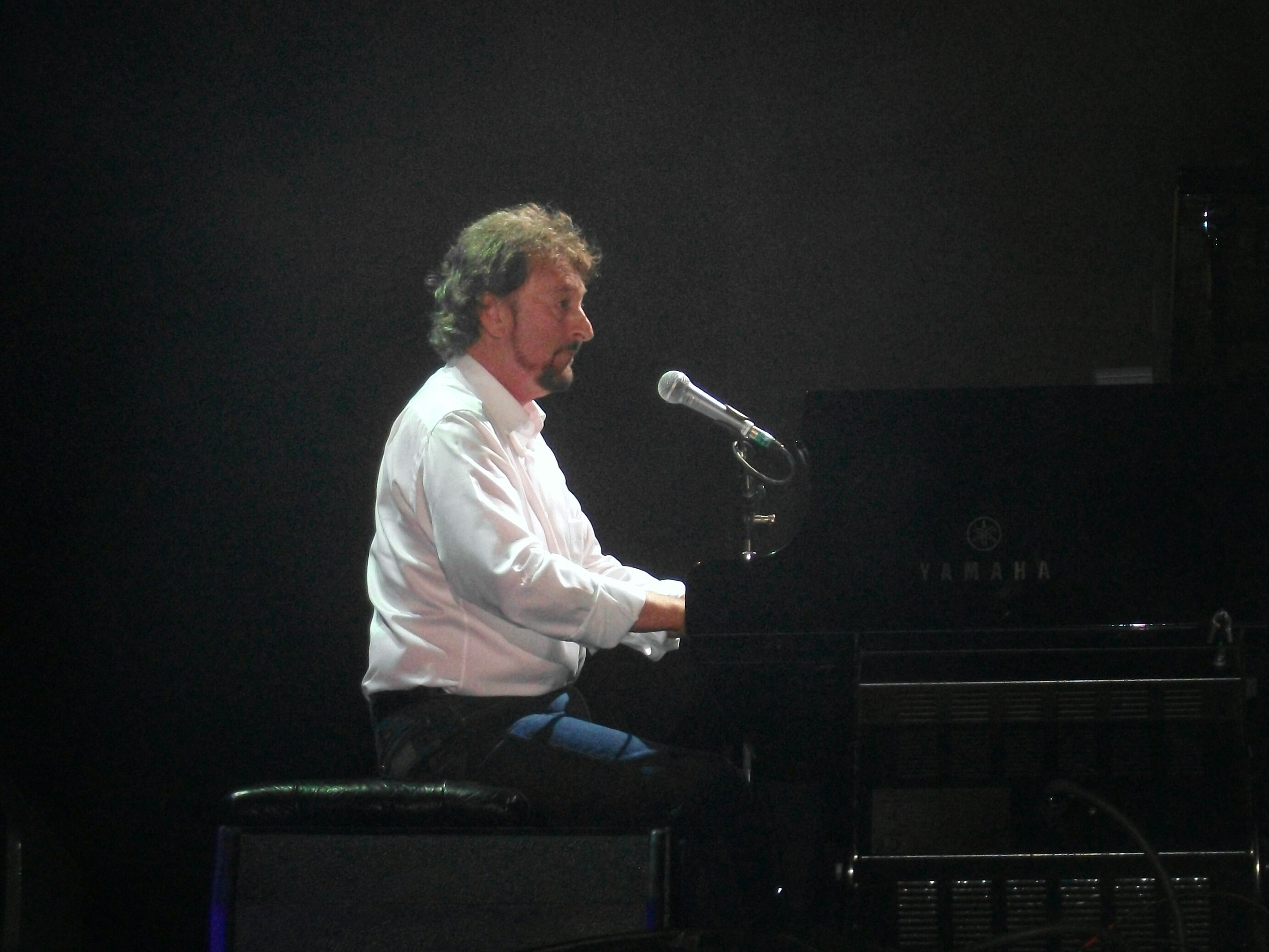
Rick Davies en Bilbao, España durante la gira 70-10 Tour.

Tras una década de inactividad, Davies reformó Supertramp en 1996 junto a John Helliwell y Bob Siebenberg para publicar Some Things Never Change, con una posterior gira de promoción recogida en el álbum en directo It Was the Best of Times, publicado en 1999. Tres años después, Davies publicó Slow Motion, el último trabajo de estudio de Supertramp hasta la fecha, y emprendió la gira One More for the Road Tour.
Desde 2002, Davies mantuvo un semiretiro profesional alejado de apariciones públicas y obtuvo la ciudadanía estadounidense tras residir en los Estados Unidos durante más de tres décadas. En 2005 recopiló el álbum Retrospectacle: The Supertramp Anthology y trabajó en una posible reunión de Supertramp con Hodgson que al final no fructificó. También fue demandado por sus compañeros Bob Siebenberg, Dougie Thomson y John Helliwell en relación con los derechos de explotación de la discografía del grupo entre 1974 y 1983, lo cual provocó un distanciamiento entre ellos. Sin embargo, tras ocho años de inactividad, Davies volvió a reformar Supertramp en 2010 para emprender una gira con motivo del 40.º aniversario del grupo, nuevamente sin Hodgson. En verano de 2011 extendió la gira a Canadá y Francia. 

### Gira cancelada y años recientes (2015 en adelante)
En 2015, volvió a reformar el grupo para ofrecer la gira Supertramp Forever Tour con varios conciertos por Europa. Sin embargo, Davies se vio obligado a cancelar la gira al ser diagnosticado con un mieloma múltiple y comenzar un tratamiento agresivo para combatir el cáncer.
A finales de agosto de 2018, ofreció una entrevista en la que expresó que había superado sus problemas de salud y disfrutaba nuevamente de tocar música, algo que no podía cuando estaba bajo tratamiento médico. Desde 2018, toca esporádicamente bajo el nombre de Ricky and the Rockets en el local The Stephen Talkhouse de Amagansett (Nueva York).
Actualmente, Rick Davies es propietario de la empresa Rick Davies Productions, que posee los derechos de autor de las grabaciones de Supertramp.

## Discografía
- 1970: Supertramp
- 1971: Indelibly Stamped
- 1974: Crime of the Century
- 1975: Crisis? What Crisis?
- 1977: Even in the Quietest Moments...
- 1979: Breakfast in America
- 1980: Paris
- 1982: ...Famous Last Words...
- 1984: Brother Where You Bound
- 1987: Free as a Bird
- 1988: Live '88
- 1997: Some Things Never Change
- 1999: It Was the Best of Times
- 2002: Slow Motion